# Häverö kyrka
Häverö kyrka är en kyrkobyggnad i Häverö och tillhör Häverö-Edebo församling i Uppsala stift. Före sammanslagningen 2006 hörde kyrkan till Häverö församling.

## Kyrkobyggnaden
Nuvarande kyrkobyggnad är en salkyrka bestående av ett rektangulärt långhus med en vidbyggd sakristia i nordost och ett vidbyggt vapenhus i sydväst. Kyrkan är byggd av gråsten men tegel förekommer i dörr- och fönsteromfattningar samt gavlarnas överdelar. Murarna har en tjocklek som varierar från 1,9 meter till 2,5 meter. Långhusets nordvästra hörn är genomskuret av en rundbågeformad gång som är ursprunglig. På sakristians norra vägg har man lagt gråstenar i mönster med formen av ett enkelt kors.

### Tillkomst och ombyggnader
På platsen fanns tidigare en träkyrka som var 7 x 7 meter stor. Vid en restaurering 1972 fann man under korgolvet altare och syllar från denna äldre kyrka.
Nuvarande kyrkas långhus och sakristia är daterade till tiden omkring år 1300. Ursprungliga innertaket var av trä och troligen tunnvälvt. Av trätaket har man funnit rester som är prydda med målningar i tidig gotisk ornamentstil daterade till omkring år 1300. Målningarna är av kalkfärg i vitt, gråbrunt, grått och svart . Vapenhuset uppfördes möjligen samtidigt med långhuset eller något senare, men inte senare än andra hälften av 1400-talet då kyrkorummets tegelvalv slogs. Vid valvslagningen ersattes tidigare trätak av tre tegelvalv. Koret fick ett stjärnvalv medan övriga kyrkorummet fick två åttastråliga kryssvalv. Vapenhuset försågs med kryssvalv. Vapenhusets fyra hörn har varsin pelare som bär upp sköldbågar på vilket valvet vilar. Kyrkorummets kalkmålningar tillkom i två omgångar. Målningarna i koret och mellanvalvet med väggar utfördes under 1400-talets sista fjärdedel av en mästare som stod Albertus Pictor nära. Västra valvets målningar tillkom sannolikt vid början av 1500-talet. Vid slutet av 1600-talet var kyrkan i dåligt skick. Murarna hade sprickor, fönstren hade blåst sönder, golvet var ruttet och i sakristian behövde taket stöttas. Församlingen anhöll om kollekt i stiftets kyrkor för att bekosta reparation, men fick avslag med hänvisning till de svåra tiderna. Församlingen fick på egen hand bekosta reparationsarbetet som genomfördes omkring år 1700. 1751 utvidgades fönstren och västra portalen togs upp. På 1850-talet överkalkades målningarna i långhuset. 1905 restaurerades kyrkan efter ritningar av arkitekt Gustaf Améen då ny läktare uppfördes, nya bänkar tillkom och målningarna framtogs. I samband med framtagningen restaurerades målningarna kraftigt av dekorationsmålaren K. E. Nordström. Ställvis har saknade delar av måleriet nymålats, samtliga konturer har fyllts i och färgerna har kompletterats medelst påmålning ovanpå originalet. Kyrkan restaurerades på nytt 1971-72, under ledning av arkitekt Börje Blomé.

## Inventarier
- Kyrkans äldsta inventarium är dopfunten av gotländsk kalksten från 1200-talet. Funten är tredelad och har en cuppa av musselcuppstyp.
- Kyrkans altarskåp är av hög kvalitet, ett Antwerpenarbete från 1500-talets början. Alla dess scener skildrar Jesu liv.
- Tre skulpturer från medeltiden föreställer Sankta Gertrud, Heliga Birgitta och Smärtornas man.
- Nuvarande predikstol är tillverkad omkring år 1700 av mäster Erik Hollner och är den andra predikstolen som kyrkan har ägt. Predikstolen är gjord av furu, har skulpturer och ljudtak. Ursprungliga färgen var blågrön, men redan 1704 målades predikstolen om. Nuvarande färgsättning är ett försök att återställa den ursprungliga.
- Kyrkans äldsta ljuskrona av mässing och malm är från 1675. Ljuskronan har två rader och är smyckad med en dubbelörn. Två malmkronor är från 1767. Två fyraradiga mässingskronor är från 1905.
- Nattvardssilver från 1600-talet stals 1886.

### Orgel
- 1863 byggde Per Larsson Åkerman, Stockholm en orgel med 8 stämmor.
- Den nuvarande orgeln byggdes 1954 av H Lindegren, Göteborg. orgeln är pneumatisk och har ett tonomfång på 56/30. Den har 2 fria kombinationer, 2 fasta kombinationer och automatisk pedalväxling. Fasaden är från 1863 års orgel. 1962 omdisponerades orgeln av H Lindegren.

| Huvudverk I      | Svällverk II      | Pedal       | Koppel   |
| Principal 8´     | Salicional 8´     | Subbas 16´  | I/P      |
| Gedakt 8'        | Rörflöjt 8'       | Oktavbas 8' | II/P     |
| Oktava 4'        | Principal 4'      | Koralbas 4' | II/I     |
| Tvärflöjt 4'     | Gemshorn 4'       |             | I 4'     |
| Kvinta 2 2⁄3'    | Nazard 2 2⁄3'     |             | II 16'/I |
| Oktava 2'        | Blockflöjt 2'     |             | II 4'/I  |
| Mixtur IV 1 1⁄3' | Ters 1 3⁄5'       |             |          |
| Corno 8'         | Scharf III 1'     |             |          |
|                  | Tremulant         |             |          |
|                  | Crescendosvällare |             |          |

## Omgivning
Nordväst om kyrkan står en klockstapel med en byggnadstekniskt intressant konstruktion. Stapeln har tydliga medeltida drag och är en av de äldsta i Uppland. Troligen byggdes stapeln på 1500-talet, men byggnadssättet är betydligt äldre. Längst ned i stapeln finns en knuttimrad kista som är fylld av sten för att ge konstruktionen tillräcklig stabilitet. I stapelns övre del finns klockhuset som bärs upp av sexton grova bjälkar. På bjälkarna finns rester av en spånbeklädnad vilket påvisar att klockstapeln tidigare var en öppen konstruktion. Klockhuset har spånklädd huv som kröns med en spira vars vindflöjel har bokstäverna OOS och årtalet 1731 inhuggna. I stapeln hänger två kyrkklockor. Storklockan är anskaffad 1740 och omgjuten 1786 av Johan Jacob Mårtensson i Stockholm. Lillklockan bär årtalet 1641 och en inskription på engelska. Klockan hade beställts av en skotsk officer i Gustav II Adolfs tjänst och hans svenska hustru som gåva till hemsocknen Carmyllie i Skottland. Av okänd anledning hamnade klockan i Häverö, troligen vid mitten av 1600-talet.
Häverö prästgård byggdes 1810. Till prästgården hörde flera torp.
Norr om kyrkan ligger Buska med timrad huvudbyggnad.

## Bildgalleri

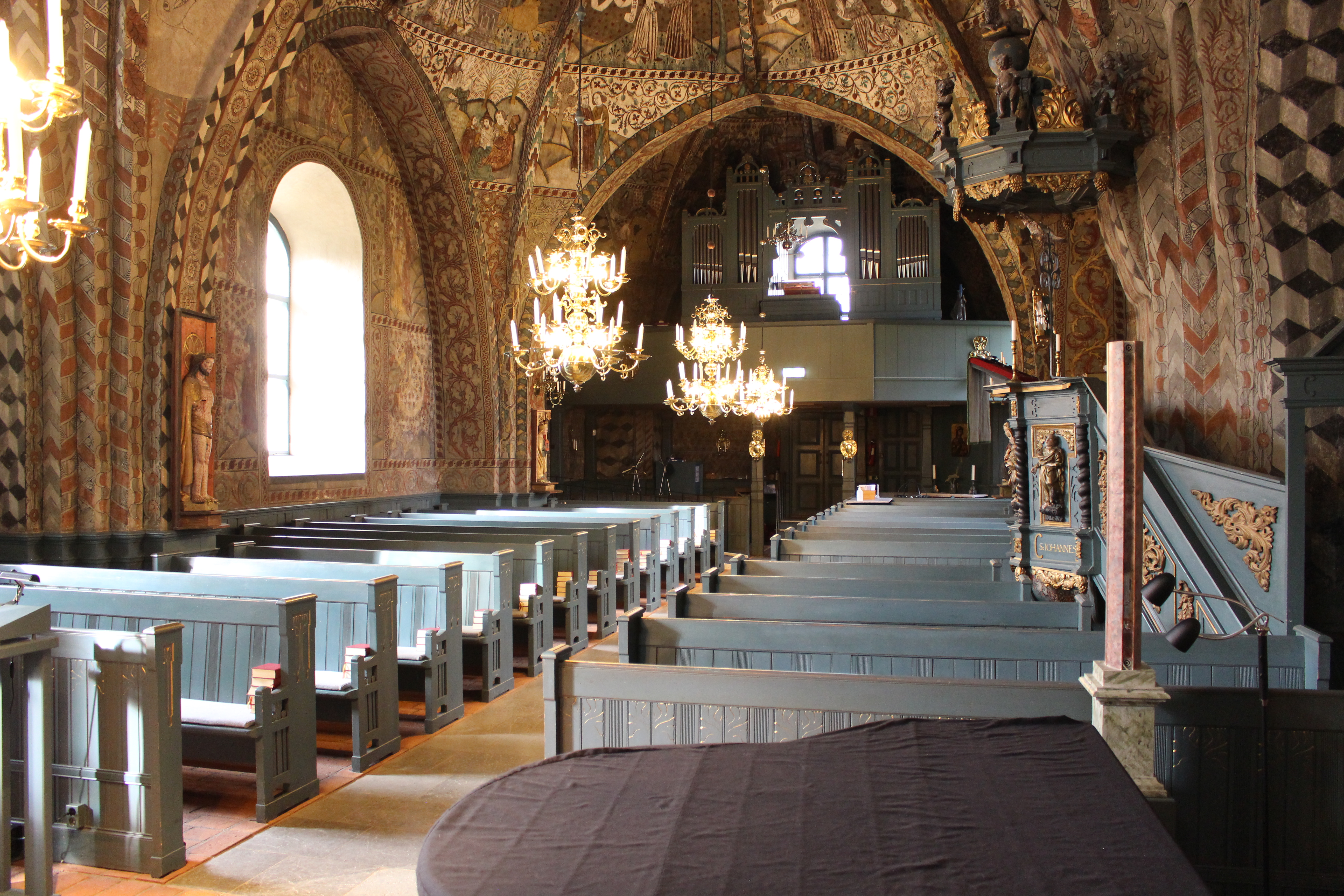
Kyrkorum mot väster
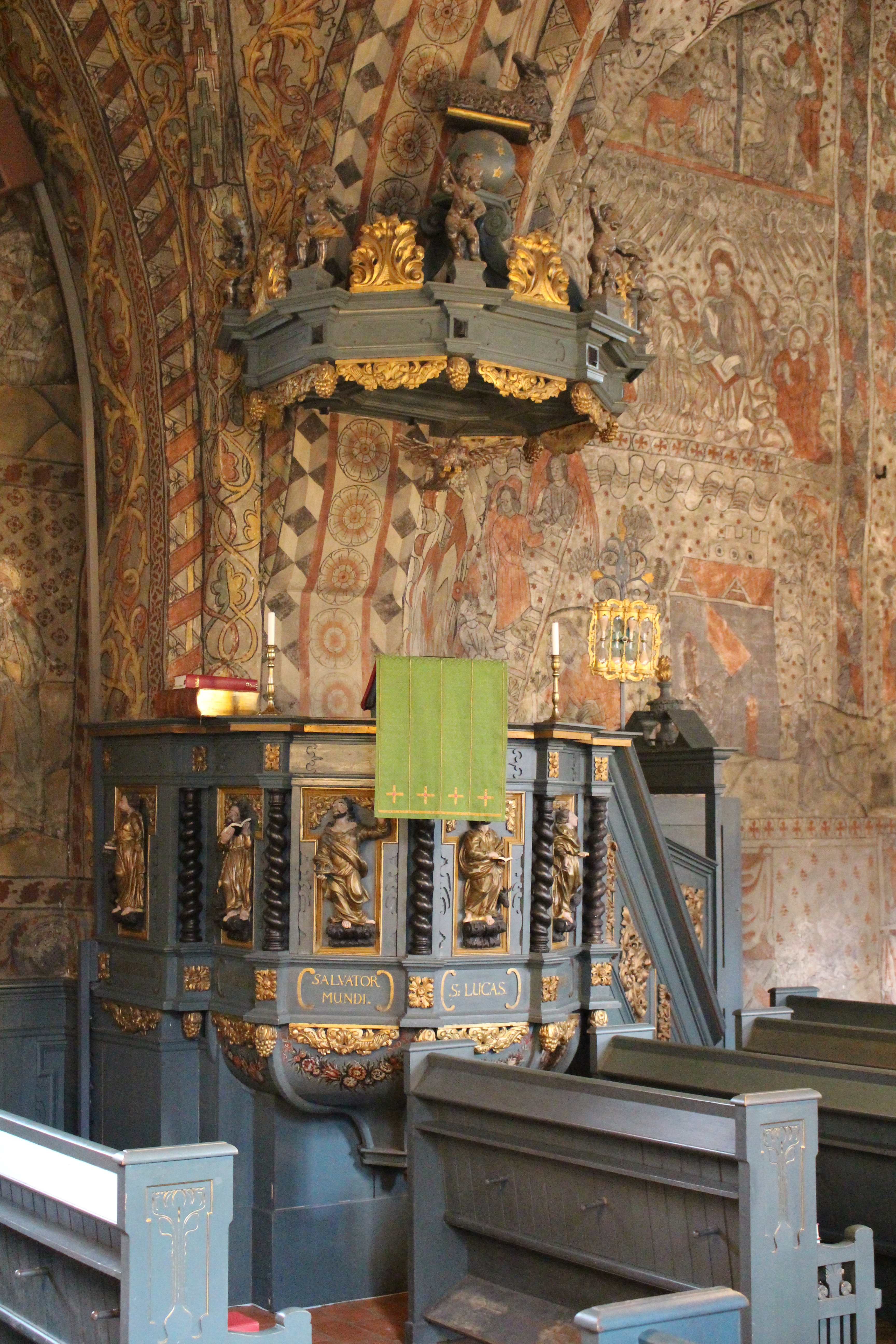
Predikstol
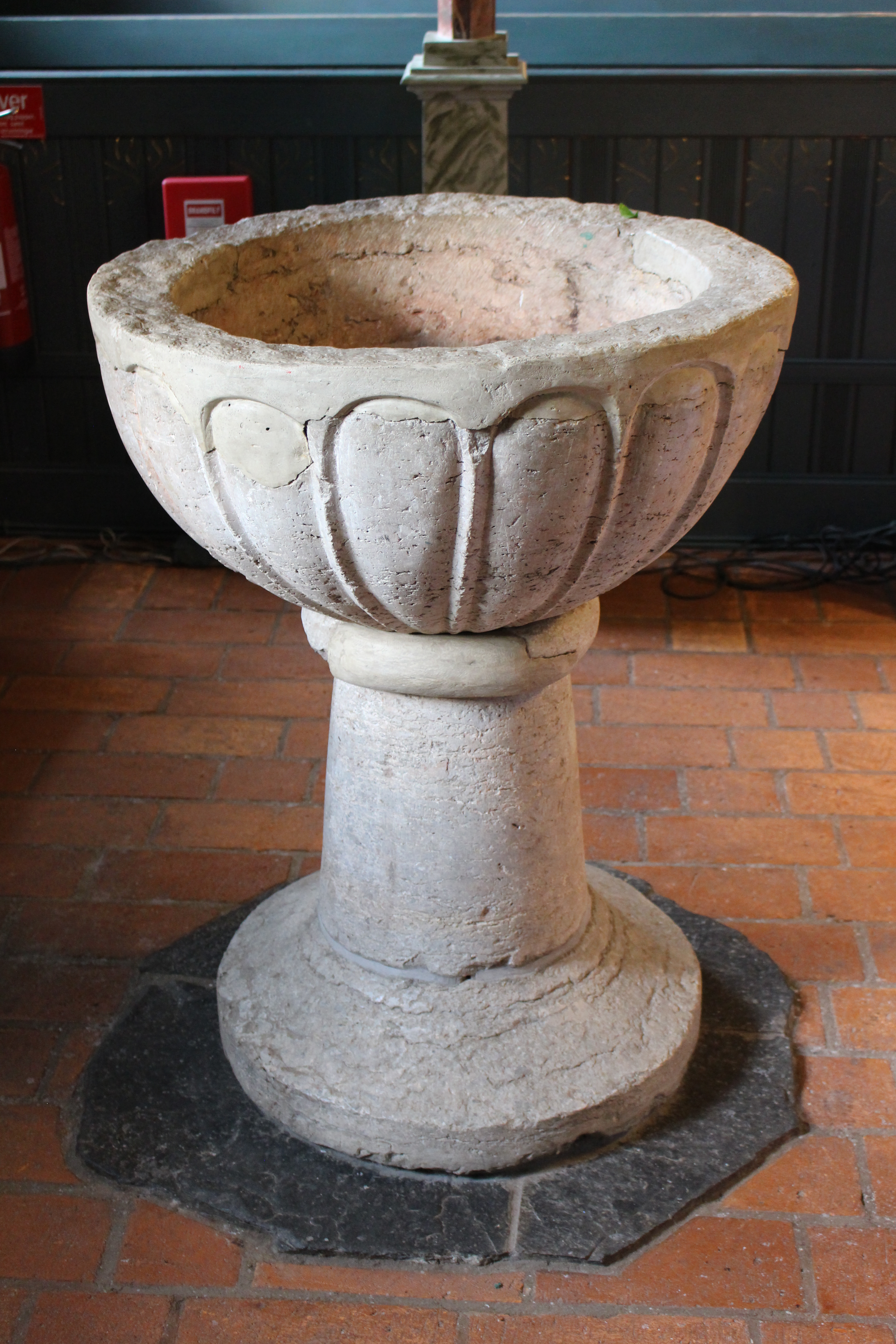
Dopfunt
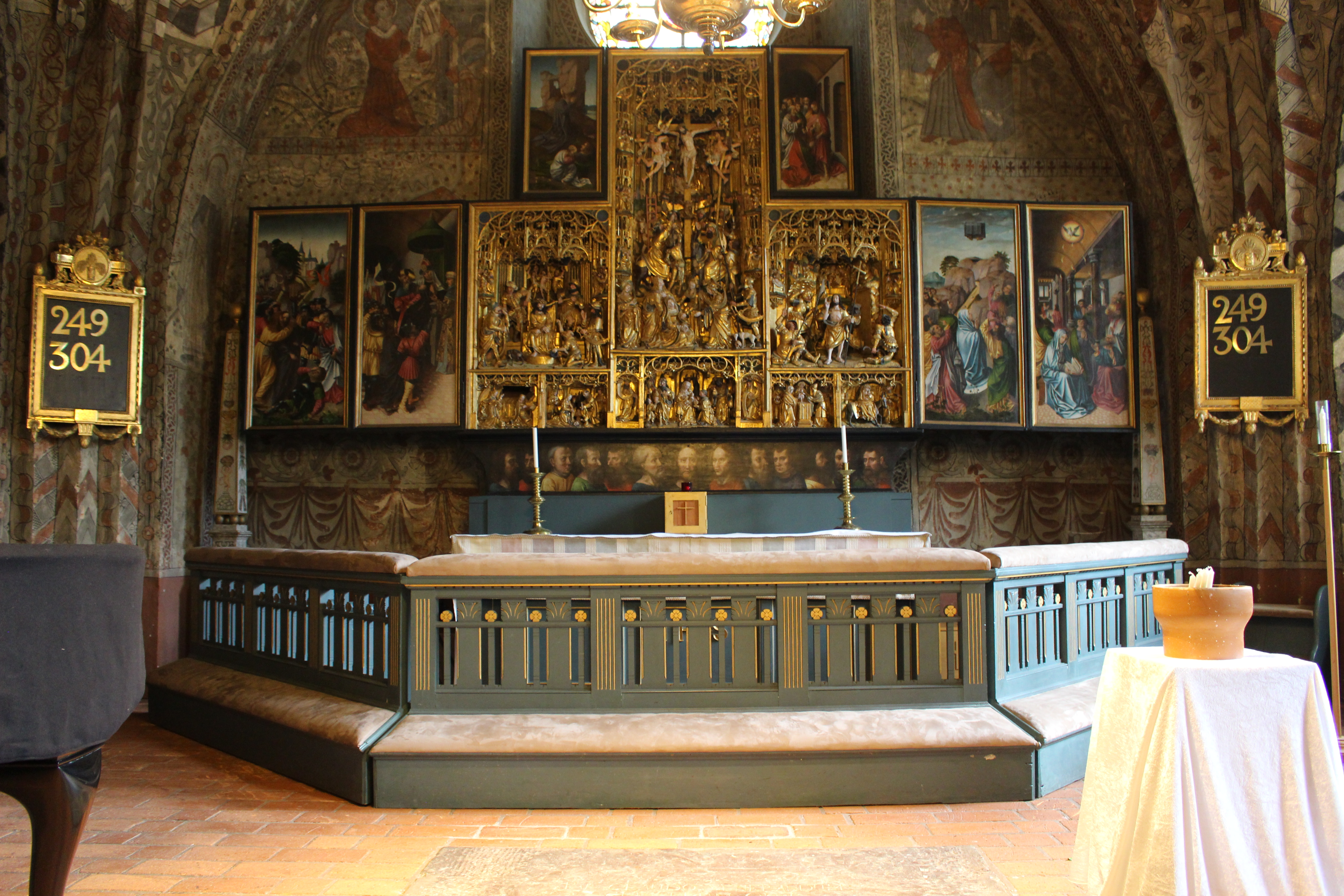
Kor med altare och altarskåp
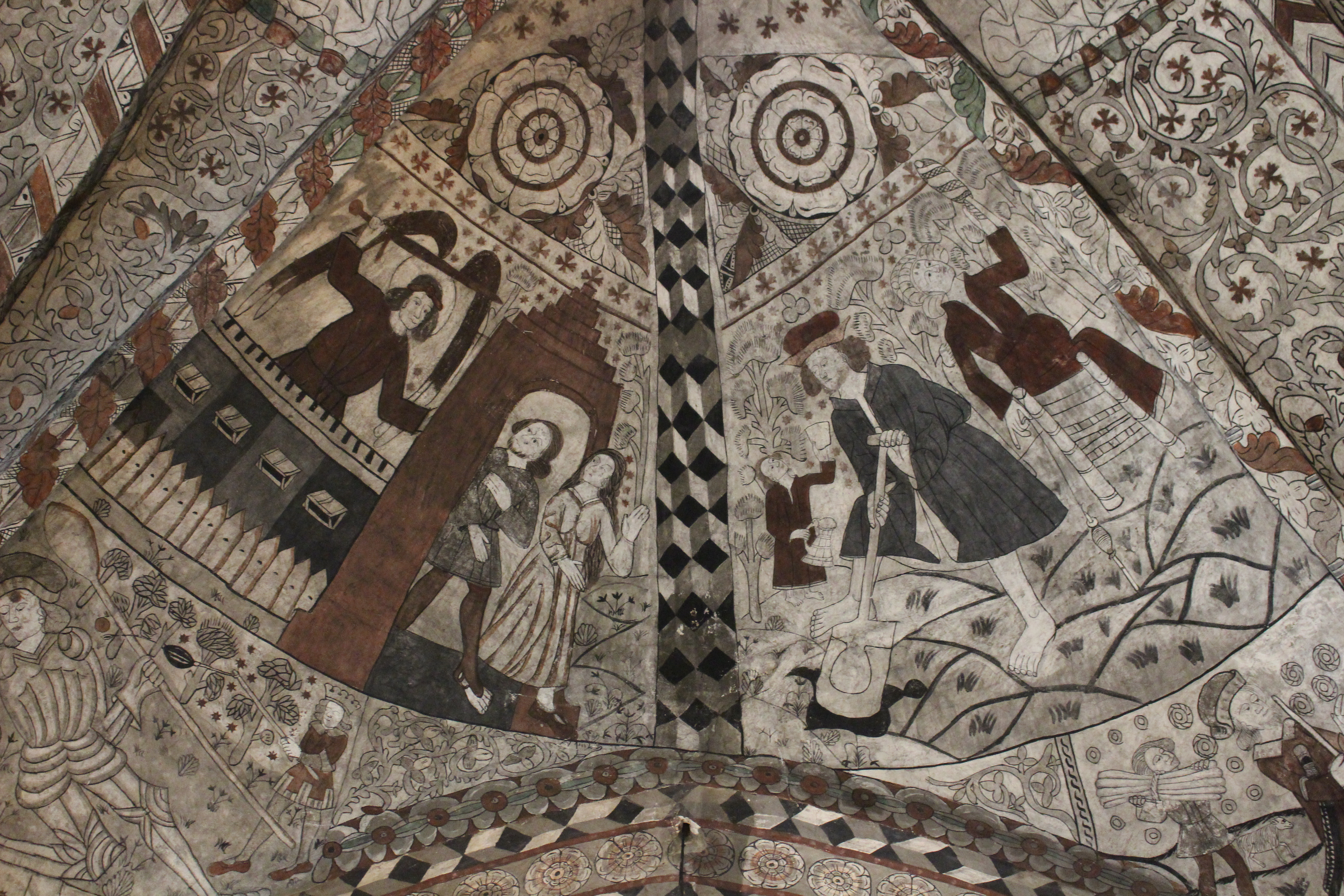
Takmålning
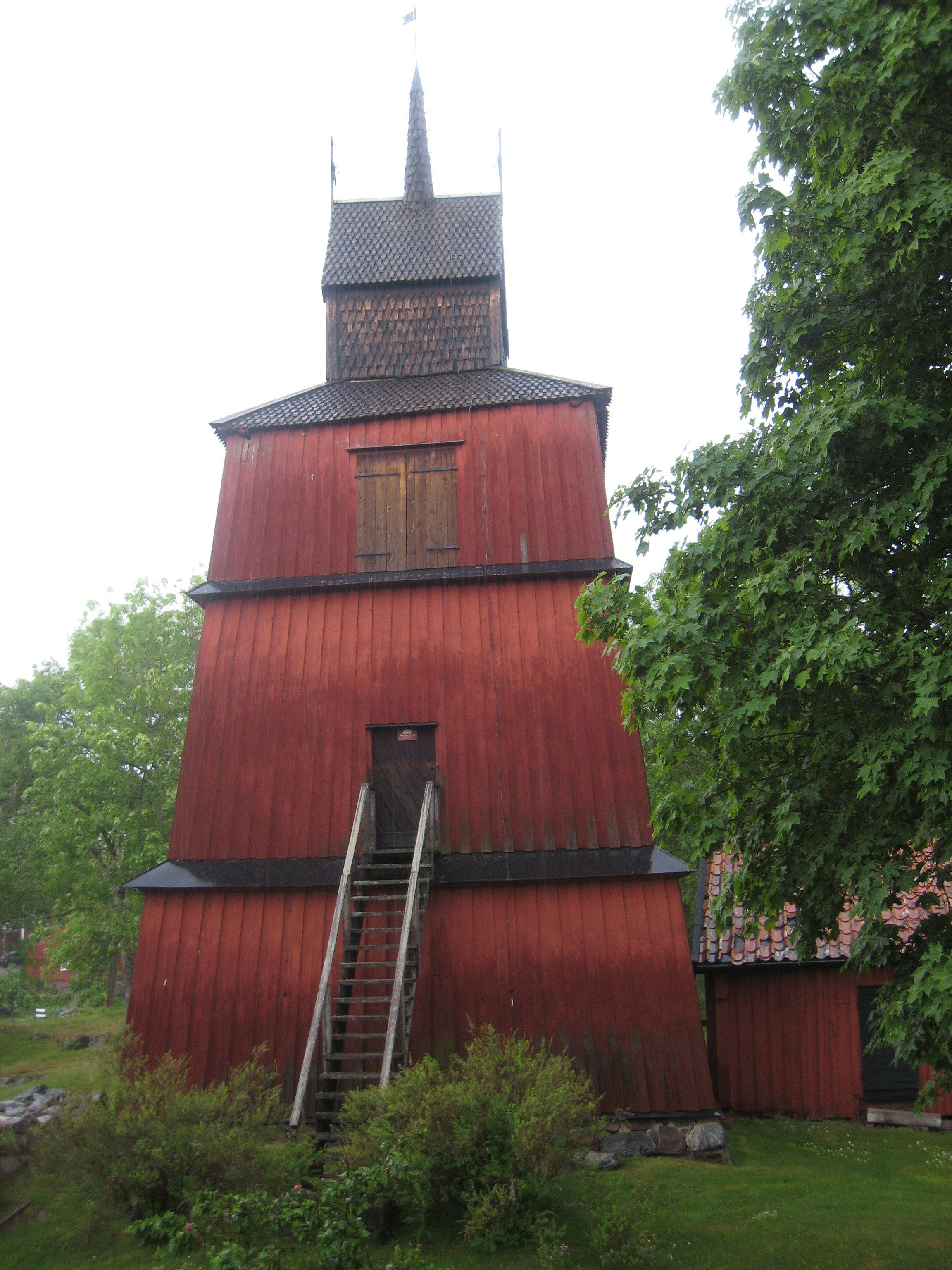
Klockstapeln
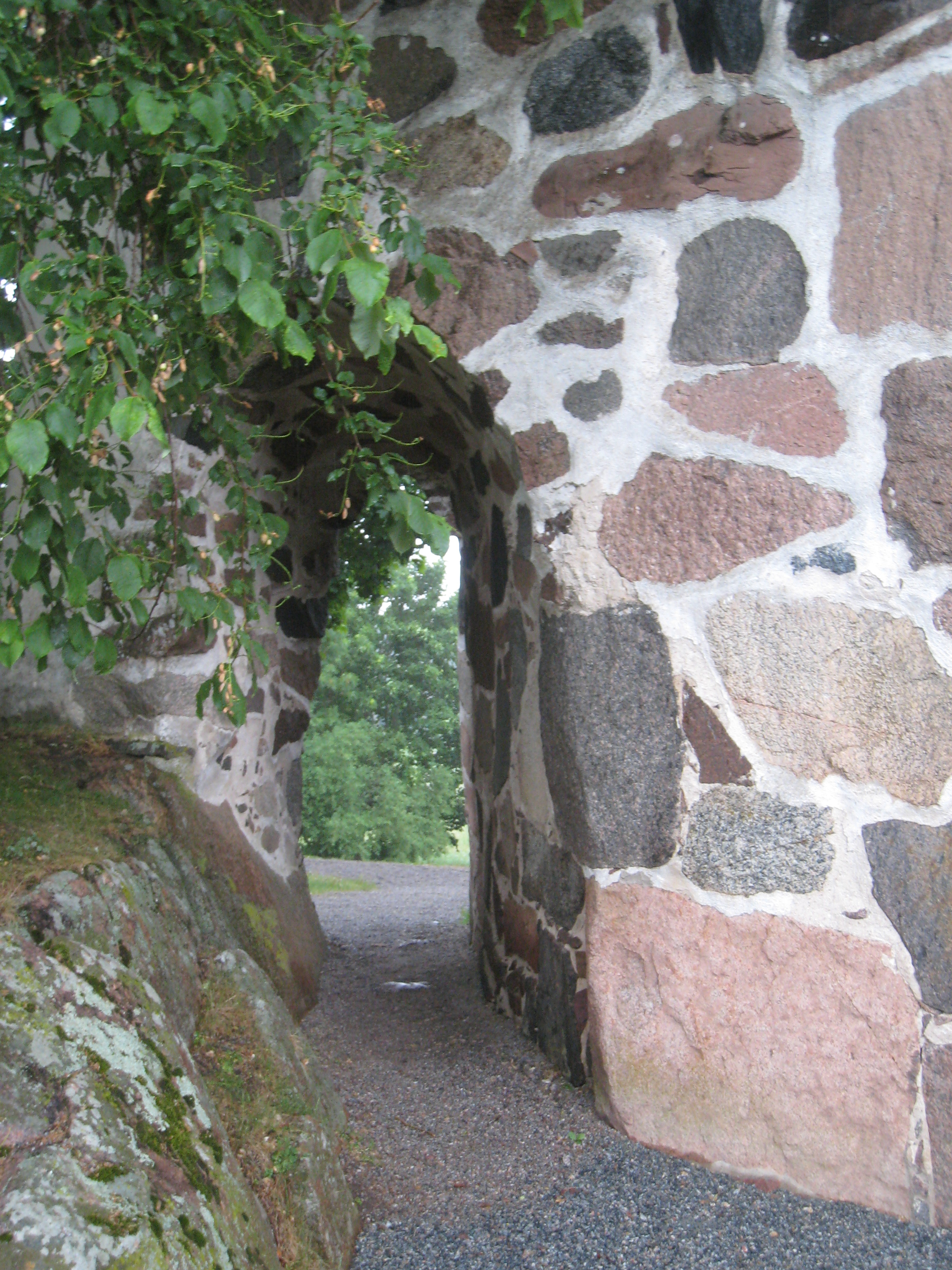
Långhusets nordvästra hörn är genomskuret av en rundbågeformad gång.